# Josep Mercader
Josep Mercader Bosch (Vidreres, Gerona, España, 6 de agosto de 1957) es un exfutbolista español que se desempeñaba como centrocampista.

## Clubes
| Club                           | País   | Año       |
| ------------------------------ | ------ | --------- |
| Centre d'Esports Sabadell F.C. | España | 1980-1981 |
| Real Club Celta de Vigo        | España | 1981-1986 |
| Cartagena Fútbol Club          | España | 1986-1987 |
| Palamós Club de Futbol         | España | 1987-1990 |
| Girona Futbol Club             | España | 1990-1992 |